# Laviska Shenault
Laviska Shenault Jr. (DeSoto, 5 ottobre 1998) è un giocatore di football americano statunitense che milita nel ruolo di wide receiver per i Seattle Seahawks della National Football League (NFL).

## Carriera universitaria
Shenault al college giocò a football con i Colorado Buffaloes dal 2017 al 2019. Nella sua prima stagione disputò 12 partite facendo registrare 7 ricezioni per 168 yard. L'anno seguente divenne titolare, totalizzando 11 ricezioni per 211 yard e un touchdown nella prima gara della stagione contro Colorado State. Contro Arizona State ebbe 13 ricezioni per 127 yard e quattro touchdown, due su corsa e due su ricezione. Dopo la stagione 2019 in cui ebbe 764 yard e 6 touchdown, Shenault annunciò la sua intenzione di passare tra i professionisti.

## Carriera professionistica

### Jacksonville Jaguars
Shenault fu scelto nel corso del secondo giro (42º assoluto) del Draft NFL 2020 dai Jacksonville Jaguars. Debuttò come professionista nella gara del primo turno contro gli Indianapolis Colts ricevendo 3 passaggi per 37 yard e un touchdown dal quarterback Gardner Minshew. La sua stagione da rookie si concluse con 600 yard ricevute e 5 touchdown in 14 presenze.

### Carolina Panthers
Il 29 agosto 2022 Shenault fu scambiato con i Carolina Panthers per una scelta del sesto e del settimo giro. Nella settimana 3 segnò un touchdown su un passaggio da 67 yard del quarterback Baker Mayfield. Chiuse la stagione con 27 ricezioni per 272 yard e un touchdown.
Shenault iniziò la stagione 2023 come quinto ricevitore nelle gerarchie della squadra. Nella settimana 12 si infortunò a una caviglia venendo inserito in lista infortunati per il resto della stagione il 30 novembre.

### Seattle Seahawks
Il 2 aprile 2024 Shenault firmò con i Seattle Seahawks. Nel sesto turno contro i San Francisco 49ers ritornò un kickoff per 97 yard in touchdown.